# ألكس موزو
ألكس موزو (بالإسبانية: Alejandro Gutiérrez Mozo)‏ هو لاعب كرة قدم إسباني في مركز الوسط، ولد في 22 أبريل 1995 في قونكة في إسبانيا. لعب مع نادي كونكينسي.

## وصلات خارجية
- ألكس موزو على موقع قاعدة بيانات كرة القدم.إي يو (الإنجليزية)
- ألكس موزو على موقع Soccerway.com (الإنجليزية)